# تامس رولندسن
تامس رولندسن (انگلیسی: Thomas Rowlandson؛ ۱۳ ژوئیهٔ ۱۷۵۶ – ۲۱ آوریل ۱۸۲۷) هنرمند نقاش و تصویرگر اهل بریتانیا بود. او به‌خاطر کاریکاتورها و تصویرگری‌های اروتیکش مشهور است. از آثارش می‌توان به تصویرسازی‌ها از شخصیت نمادین جان بول اشاره کرد.

## نگارخانه

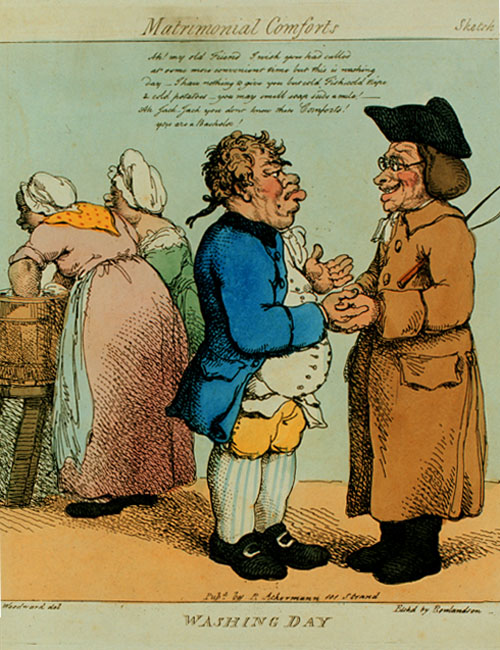
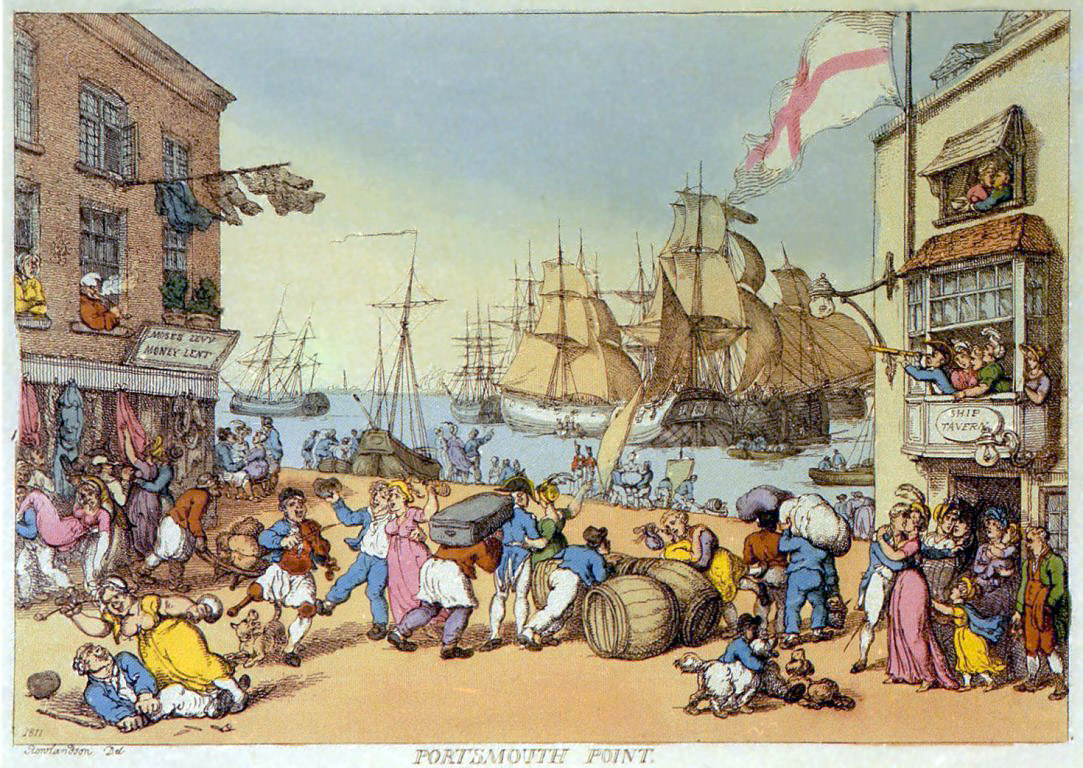
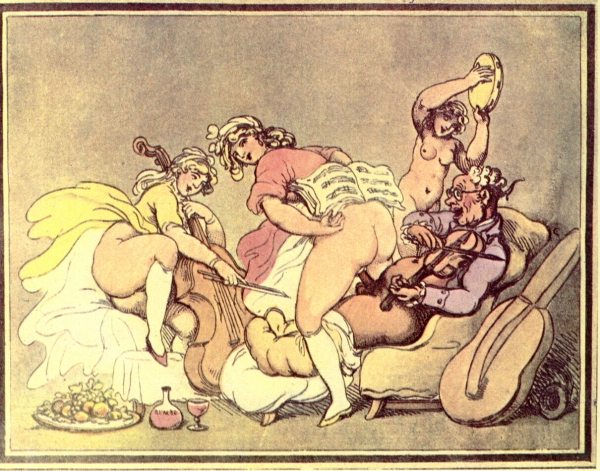
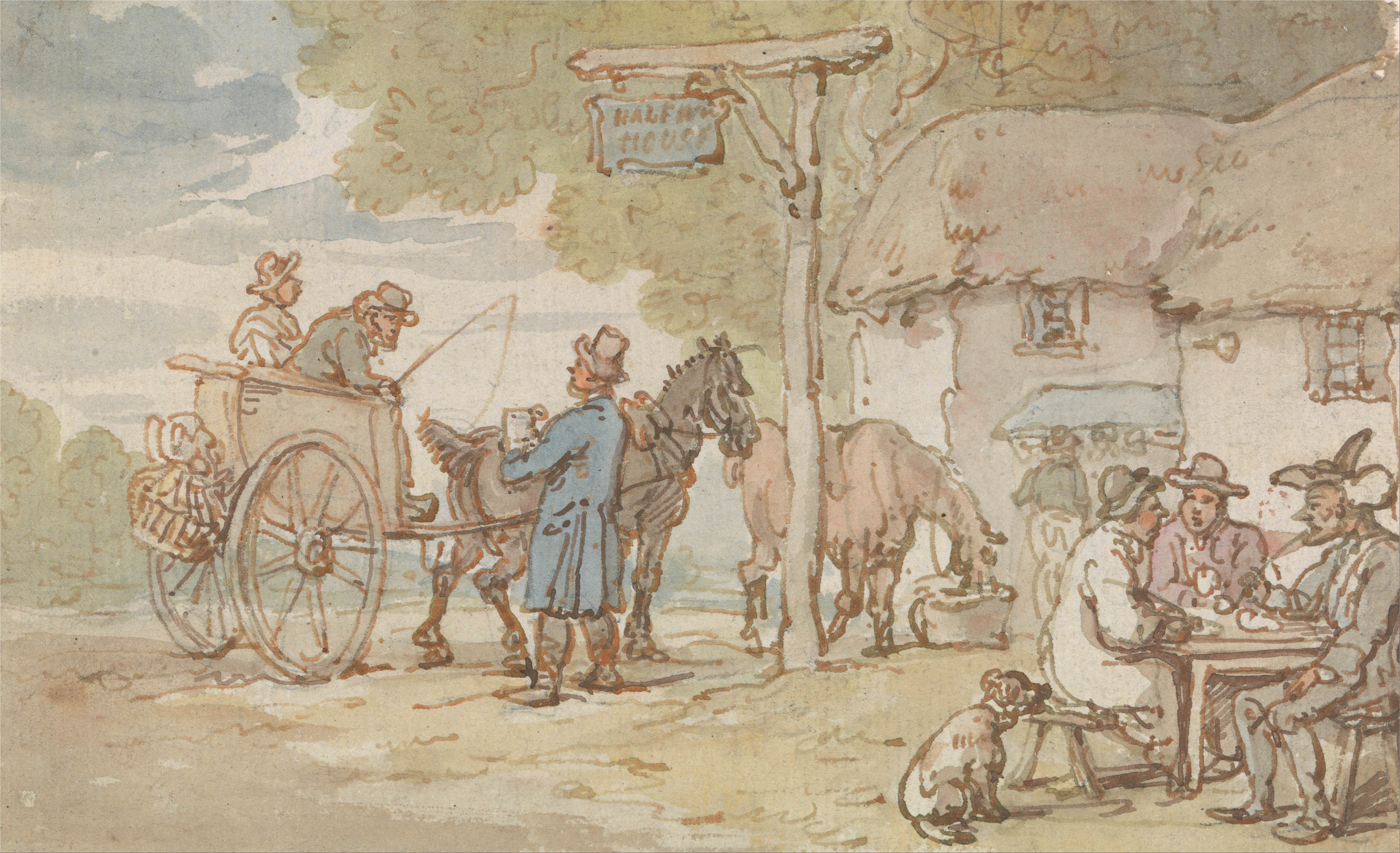
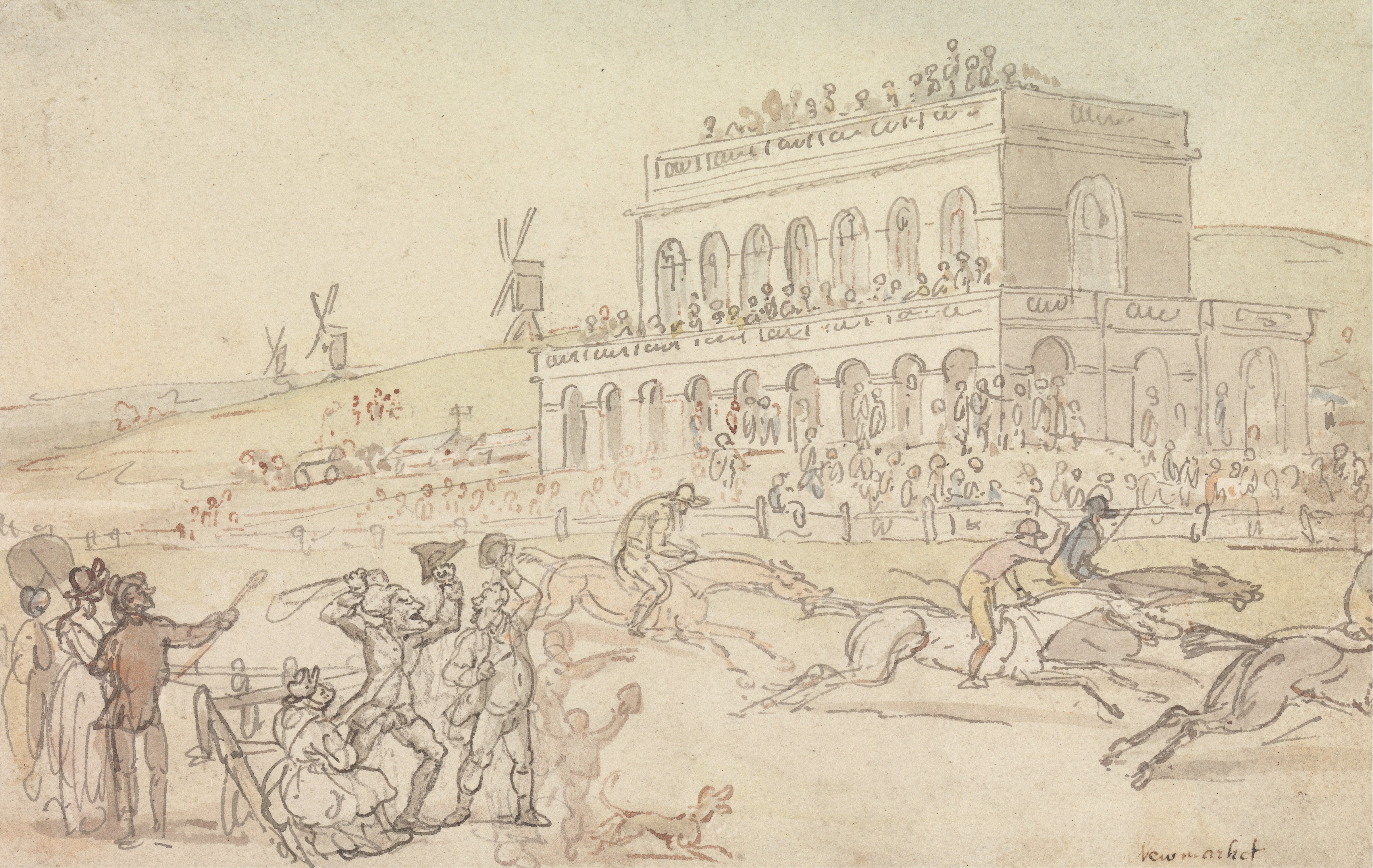
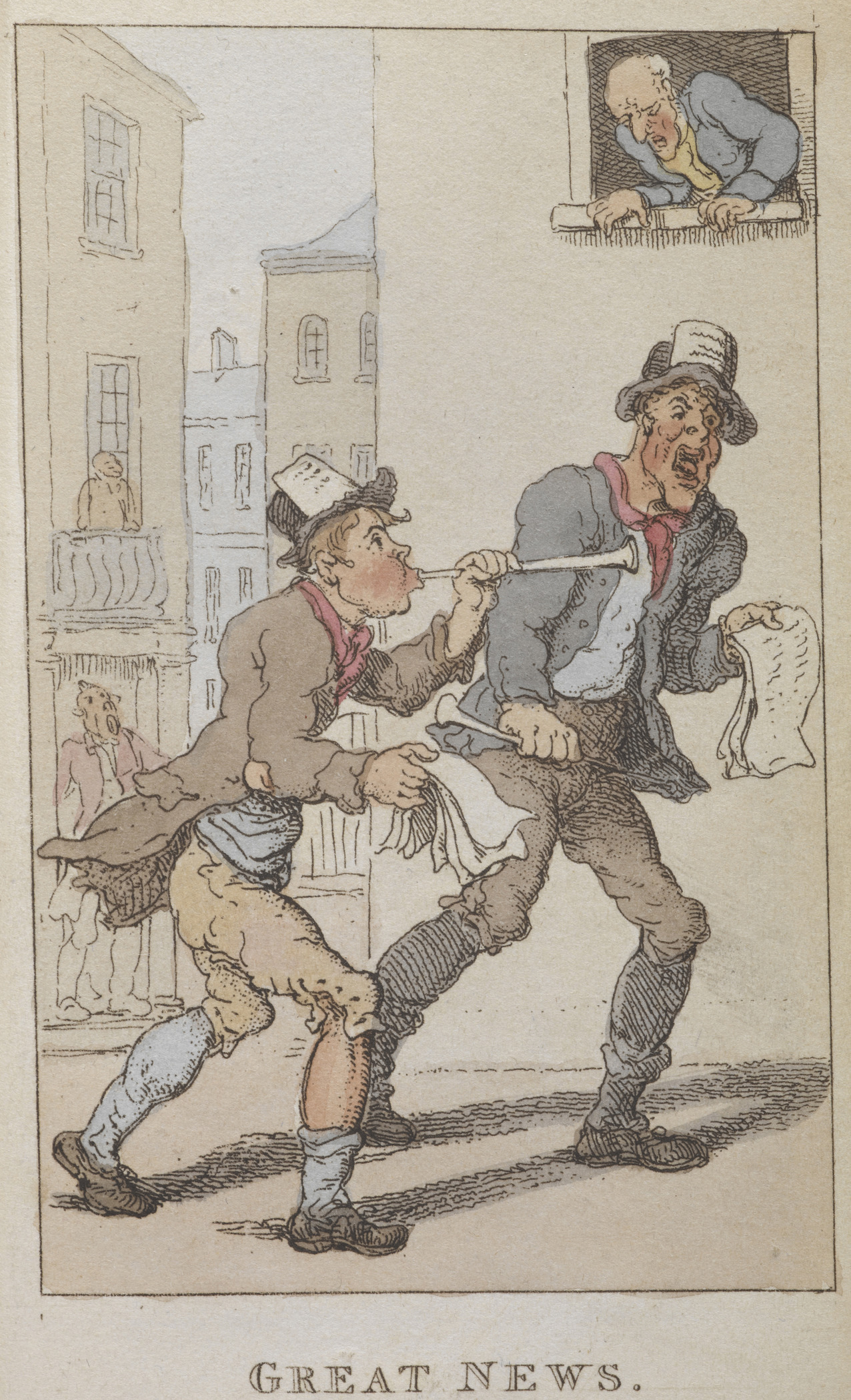
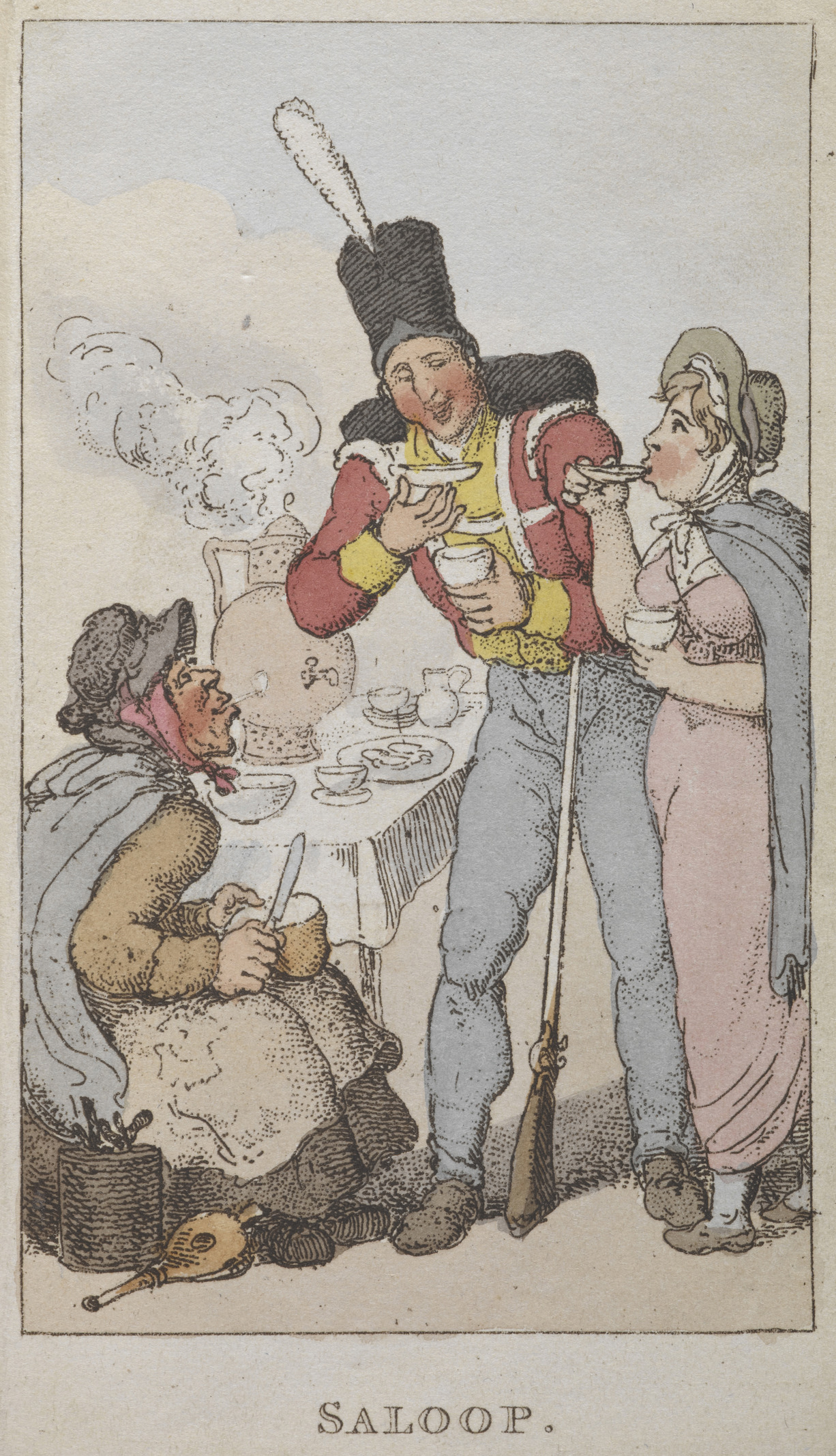
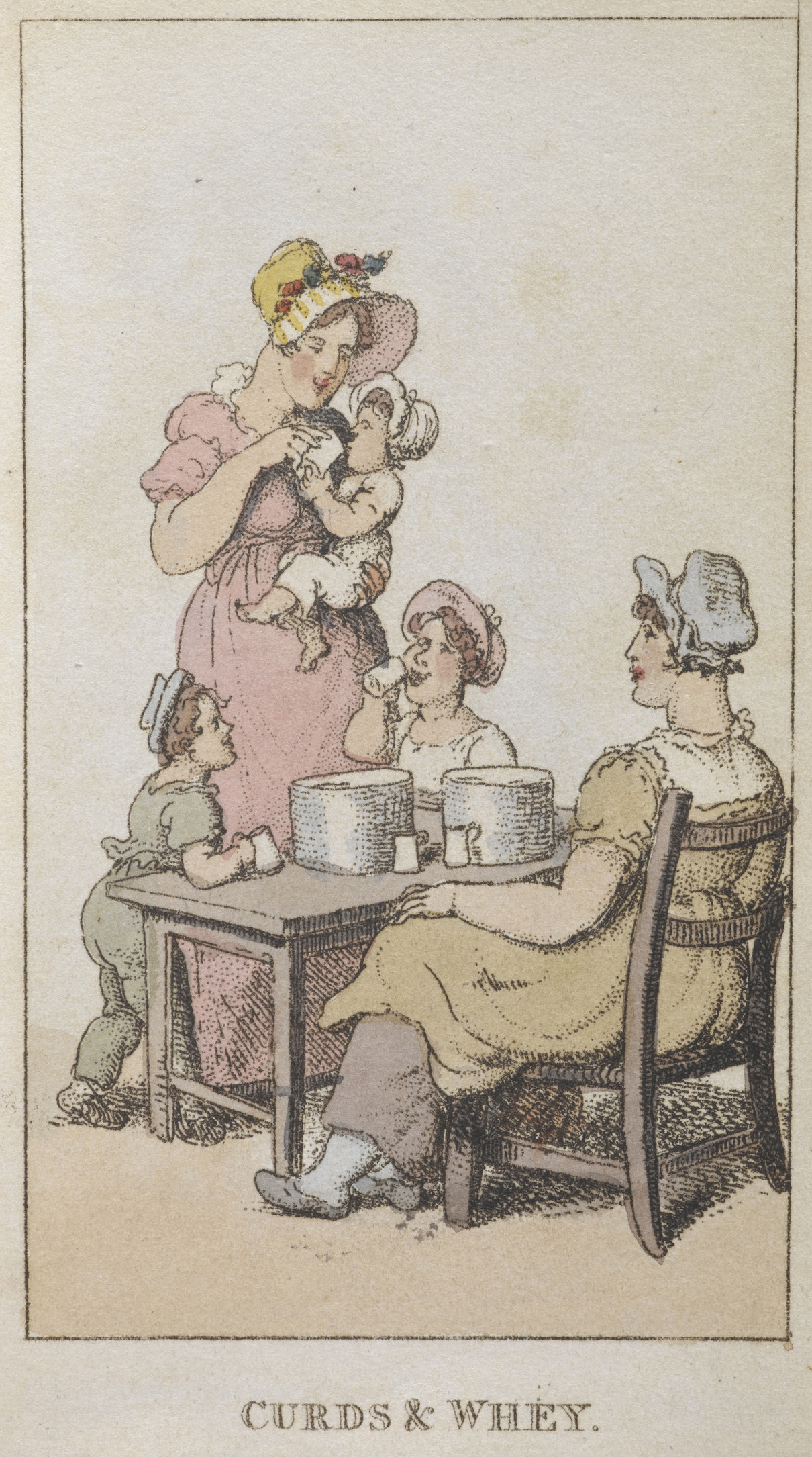
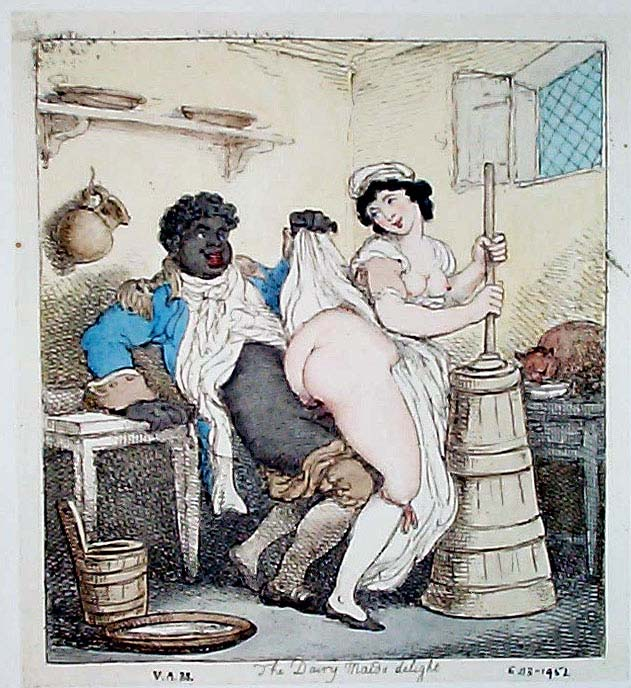
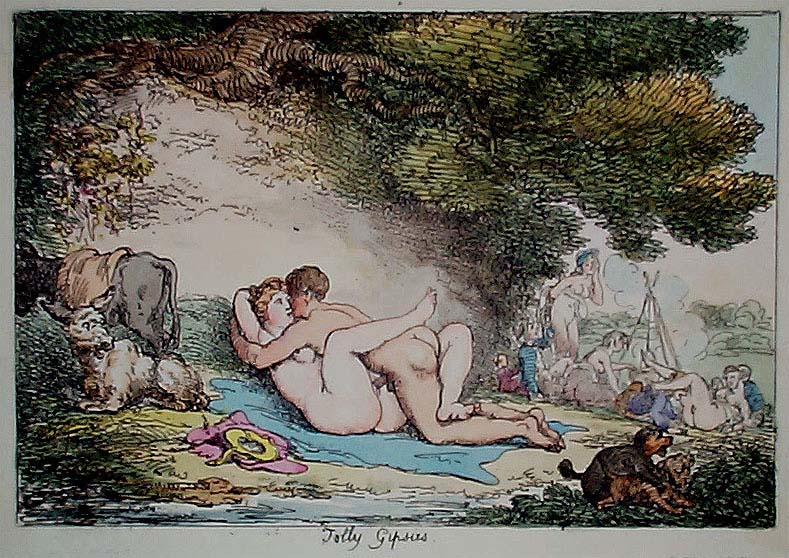
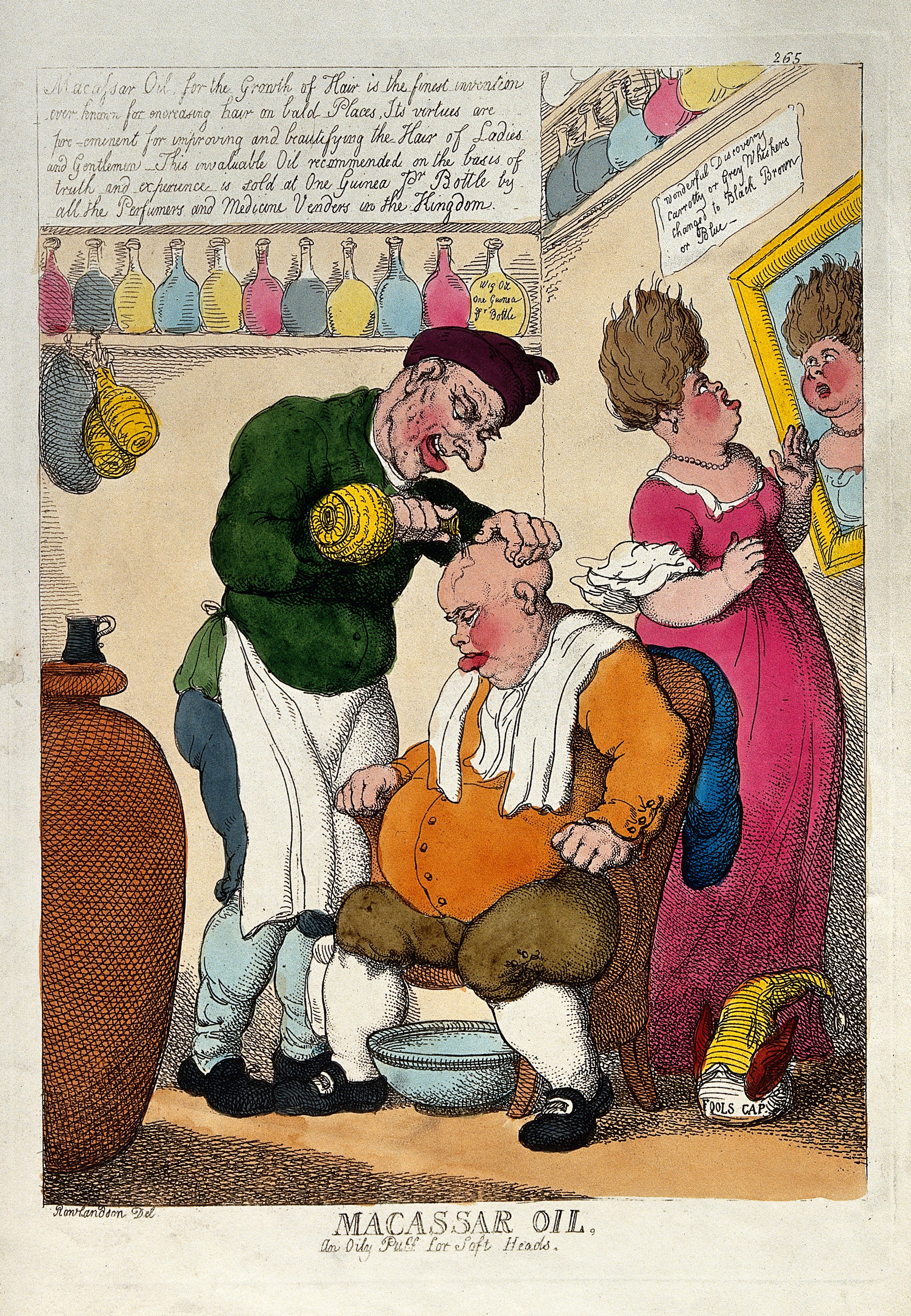